# Идентификација жртава трговине људима
Идентификација жртава трговине људима је процес у коме се препознају жртве трговине људима и утврђује се да ли је нека особа жртва трговине људима или не. Препознавање могућих жртава трговине људима представља један од основних предуслова за супротстављање овој појави.

## Значај идентификације жртава трговине људима
Идентификација жртава трговине људима је значајна због заштите њихових људских права. Из тог разлога неопходно је брзо и коренито реаговање, али сам процес може трајати дужи временски период. Уколико се не деси да дође до правовремене идентификације, изостају и адекватни видови подршке жртви и приступ услугама које јој могу помоћи да се опорави од трауме, као и недостатак података који ће омогућити адекватно праћење присуства и раширености процеса.
Велики број међународних стручњака дели мишљење да је, у циљу значајнијег напретка у борби против трговине људима, неопходно унапредити сам процес идентификације жртава.

### Процес идентификације жртава
Сам процес идентификације жртава трговине људима је дуготрајан процес и може трајати месецима. Тај процес може захтевати размену информација између држава и различитих органа, укључујући како државне, тако и невладине организације за подршку жртвама. Конвенција Савета Европе за борбу против трговине људима, чланом 12 става 1 и 2 наводи да надлежни органи треба да обезбеде да жртве добију бесплатну помоћ који се огледа у минималном пакету услуга гарантованих од стране државе.
Након што је сам процес идентификације жртава трговине људима завршен, и када је донета коначна одлука да ли је жтва трговине људима или не, надлежни органи су у обавези да жртви обезбеде пуну помоћ и заштиту, као што је прописано у члану 12 став 3 и 4 Конвенције Савета Европе за борбу против трговине људима.

### Организациони аспекти идентификације
На основу члана 10 Конвенције Савета Европе за борбу против трговине људима, идентификација жртава мора бити спроведена искључиво од стране надлежних органа. Под надлежним органима се у овом случају подразумевају јавне власти које могу да имају контакт са жртвама трговине људима, као што су амбасаде, конзулати, полиција, инспекција рада. Конвенција не захтева да надлежни органи имају стручњаке у области трговине људима, али захтева да имају квалификоване људе који су прошли обуку, тако да су обучени да ефикасно препознају жртве.

### Самоидентификација жртава трговине људима
Веома важан аспект у процесу идентификације жртава састоји се у самоидентификацији, тј. њиховој способности да увиде и препознају и прихвате чињеницу да су постали жртве тешког кривичног дела, жртве трговине људским бићем. Неопходно је стварање услова у којима ће се жртвама омогућити да се самостално идентификују.